# لوئیزا والنزوئلا
لوئیزا والنزوئلا (انگلیسی: Luisa Valenzuela؛ زادهٔ ۲۶ نوامبر ۱۹۳۸) نویسنده اهل آرژانتین است.
وی همچنین برندهٔ جوایزی همچون کمک‌هزینه گوگنهایم و برنامه فولبرایت شده‌است.